# Nippon Maru
A Nippon Maru (日本丸) japán négyárbócos bark. A vitorlás iskolahajót 1930-ban bocsátották vízre, jelenleg múzeumhajóként működik a jokohamai kikötőben. A Nippon Marunak egy testvérhajója, a Kaivo Maru épült.

## Története
A hajót a japán közlekedési minisztérium építtette és a tokiói tengerészeti intézet üzemeltette azzal a céllal, hogy kiképezzék a kereskedelmi flotta utánpótlását. A hajót 1930. január 27-én bocsátották vízre, és 54 éven át volt szolgálatban, ez alatt 12 ezer kadét fordult meg a fedélzetén és csaknem kétmillió kilométert tett meg. Teljes hossza  97 méter, szélessége 12,5 méter, merülése 6,9 méter, vízkiszorítása bruttó 2285,77 tonna, tömege 4343 tonna. Legmagasabb árbócának csúcsa 44,6 méterrel van a fedélzet felett. Szélcsendben vagy manőverezéskor két hathengeres, egyenként 600 lóerős dízelmotor hajtotta. A legénység 27 tisztből, 48 hivatásos tengerészből és 120 kadétból állt.
A kadétok három év előzetes képzés után csatlakoztak a Nippon Maru legénységéhez, amelynek tagjaként egy éven át szolgáltak. A második világháború közeledtével haditengerészeti oktatást is kaptak. A hajó teljes kötélzetét a leith-i Ramage & Ferguson cég szállította. A háború alatt a keresztárbócokat leszerelték, és a haladást a két kiegészítő dízelmotor biztosította. A képzés ekkor csak a hazai felségvizeken folyt. A háború után a Nippon Maru japán katonákat és civileket szállított haza a császári csapatok által korábban meghódított területekről. 1952-től a hajó ismét eredeti célja szerint működött. 1954-ben, először a második világháború kitörése után, kikötött az Amerikai Egyesült Államokban. Hat évvel később New Yorkban képviselte Japánt annak alkalmából, hogy száz évvel korábban látogatott Amerikába az első japán küldöttség. Visszavonulása után a jokohamai kikötőben kapott helyet, és múzeumhajóként üzemel.